# Delmotte (cráter)

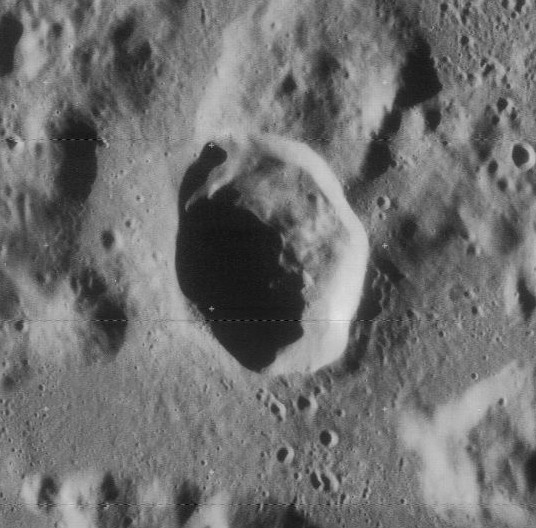
Fotografía de la misión Lunar Orbiter 4 (1967)

Delmotte es un pequeño cráter de impacto que se encuentra justo al este del cráter mucho más grande Cleomedes, y al norte del Mare Crisium, en la parte noreste de la Luna. Delmotte aparece en escorzo visto desde el Tierra, aunque no lo suficiente como para ocultar sus detalles interiores.
El brocal del cráter es más o menos circular, con un borde ligeramente afilado y una pared interior delgada. La parte noroeste del borde tiene una hendidura lineal que se extiende hacia el noreste. El suelo del cráter es relativamente llano. Hay algunas zonas de albedo más claro en el interior, con el más notable situado cerca de la pared interna del norte.
|  |